# فرودگاه ژکمل
فرودگاه ژکمل (به انگلیسی: Jacmel Airport) (به زبان بومی: Aérodrome de Jacmel) یک فرودگاه همگانی با کد یاتا JAK است که یک باند فرود آسفالت دارد و طول باند آن ۱۰۰۶ متر است. این فرودگاه در کشور هائیتی قرار دارد .